# Calle Carlsson
Calle Carlsson (* 2. Mai 1972 in Stockholm) ist ein ehemaliger schwedischer Eishockeyspieler, der zwei Spielzeiten in der Elitserien und eine in der Deutschen Eishockey Liga verbracht hat.

## Karriere
Calle Carlsson begann seine Karriere 1989 im Stockholmer Vorort Huddinge, wo er in der Saison 1989/90 fünf Spiele für Huddinge IK bestritt. In den folgenden vier Jahren wurde er zum Stammspieler, ehe er die Saison 1994/95 aufgrund einer Verletzung fast vollständig verpasste. Ein Jahr später gelang ihm sein Comeback, er konnte sich allerdings mit seinem Team nicht für die Kvalserien qualifizieren. 1996 wechselte Carlsson ihn die französische Ligue Magnus zum HC Reims.
Anschließend unterschrieb er einen Vertrag bei AIK Ishockey in Schwedens höchstklassigster Liga, der Elitserien. In seinen zwei Jahren verpasste Carlsson mit seiner Mannschaft jeweils die Play-offs. 1999 schloss er sich den Nottingham Panthers aus der Ice Hockey Superleague an. Dort wurde Carlsson punktbester Verteidiger seiner Mannschaft. Die Saison 2000/01 verbrachte er bei den Iserlohn Roosters in der Deutschen Eishockey Liga. Mit dem Aufsteiger erreichte Carlsson den 15. Platz. Im nächsten Jahr kehrte er zurück nach Nottingham. 2002 unterschrieb er bei den Sheffield Steelers, doch auch hier blieb er nur eine Spielzeit. Zur Saison 2003/04 schloss er sich zum dritten Mal den Panthers aus Nottingham an und gewann 2004 den Challenge Cup. Nach drei erfolgreichen Jahren beendete er schließlich 2006 seine Karriere.
Carlsson blieb den Panthers zunächst treu und arbeitete von 2006 bis 2007 als Scout und Co-Trainer in Nottingham.

## Erfolge und Auszeichnungen
- 1990 Goldmedaille bei der U18-Junioren-Europameisterschaft
- 1992 Silbermedaille bei der U20-Junioren-Weltmeisterschaft
- 2004 Challenge-Cup-Sieger mit den Nottingham Panthers
- 2005 EIHL Second All-Star-Team

## Karrierestatistik

### International
Vertrat Schweden bei:
- U18-Junioren-Europameisterschaft 1990
- U20-Junioren-Weltmeisterschaft 1992

(Legende zur Spielerstatistik: Sp oder GP = absolvierte Spiele; T oder G = erzielte Tore; V oder A = erzielte Assists; Pkt oder Pts = erzielte Scorerpunkte; SM oder PIM = erhaltene Strafminuten; +/− = Plus/Minus-Bilanz; PP = erzielte Überzahltore; SH = erzielte Unterzahltore; GW = erzielte Siegtore; 1 Play-downs/Relegation; Kursiv: Statistik nicht vollständig)